# Hilverbeek

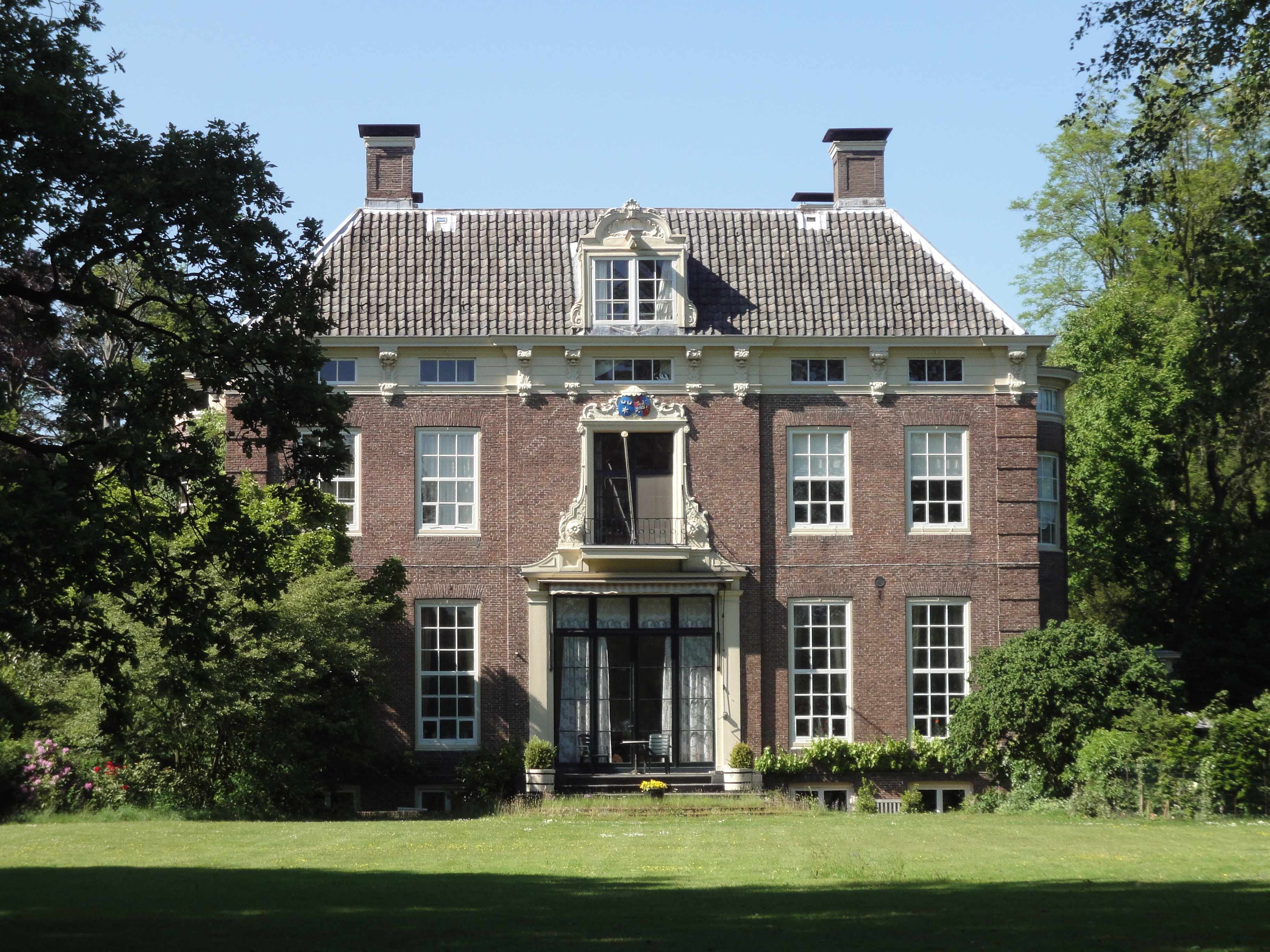
Hilverbeek

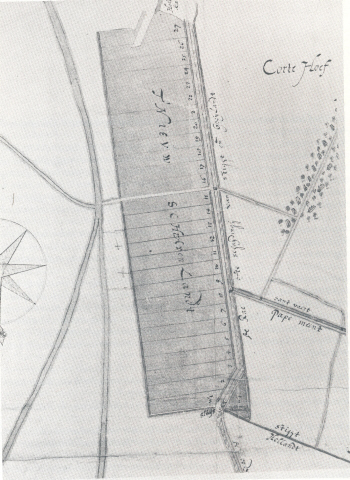
De kavels van 's-Graveland, 1636

Hilverbeek is een landgoed aan de noordkant van de Leeuwenlaan, tussen Hilversum en 's-Graveland.

## 1634 - 1758
Op 7 juni 1634 worden 27 kavels in 's-Graveland verloot onder zes belangstellenden. Sommige belangstellenden kopen meerdere kavels, sommigen delen een kavel. Anthonis Oetgens van Waveren (1585-1658), heer van Waveren, Botshol en Ruige Wilnis, oud-burgemeester van Amsterdam, koopt de kavels 14, 15, 16 en 17 en een deel van nummer 13.
Tijdens de ontginning van het land wordt de Leeuwenlaan aangelegd, die zijn stuk land doormidden snijdt. Aan de zuidkant bouwt hij hofstede Spiegelrust, genoemd naar zijn echtgenote Anna Spiegel. Hierbij hoort ruim 70 ha grond. Aan de noordkant ligt al een hofstede (mogelijk al Hilverbeek genaamd) en wordt de hervormde kerk gebouwd door architect Daniël Stalpaert.
In 1658 erft zijn dochter Alida (1616-1686) het deel met de hofstede Hilverbeek, en zijn zoon Joan (1613-1670) het deel met boerderij Stofbergen. Alida was gescheiden van de baljuw Lodewijk van Alteren en noemt in haar testament de naam Hilverbeek (Hilferbeecq).
In 1668 erft Alida's dochter Anna Catharina van Alteren (1644-1722) beide delen, dus Hilverbeek en Stofbergen. Als zij overlijdt gaat Stofbergen naar haar zoon Ludovicus de Dieu (1670-1733) en Hilverbeek naar haar andere zoon Hendrik Aurelis de Dieu (1671-1727), Ludovicus en Hendrik de Dieu verkopen hun erfdeel in 1724 aan mr. Hendrik Bicker (1670-1738), burgemeester van Amsterdam. Deze laat het huidige huis Hilverbeek bouwen.

## 1758
Na het overlijden van zijn weduwe in 1758 wordt het huis door familie geveild. De nieuwe eigenaar is Coenraad Jacob de Leeuw, die een Engelse landschapstuin laat aanleggen. De Leeuwenlaan is naar hem vernoemd.
In 1761 koopt hij Spiegelrust erbij. Later breidt hij zijn landgoed nog meer uit. Hij overlijdt in 1791. Na het overlijden van zijn echtgenote Jacoba Arendina Meulenaar in 1796 wordt haar neef Hendrik Muilman eigenaar. Hij laat het koetshuis en de tuinmanswoning aan weerszijden van het voorplein afbreken. Van 1816 tot 1820 wordt het huis als logement gebruikt door Hendrik Smiers, een Leidse koopman.

## 1826 - 1933
Ruim een eeuw lang wordt Hilverbeek bewoond door de familie Six. Jhr. Hendrik Six is de eerste eigenaar, hij laat een oranjerie bouwen. In 1845 worden Noord- en Zuid-Wolfsbergen aan het landgoed toegevoegd.
Rond 1860 wordt het huis met een verdieping opgehoogd. In 1910 wordt bij Jagdlust het houten speelhuisje Heilust gebouwd; dit is vanaf de weg te zien.
In 1922 volgt een verbouwing door architect J.W. Hanrath.

## 1933
In 1933 verkoopt jhr. Six van Vromade  Hilverbeek aan de Vereniging Natuurmonumenten. Tijdens de Tweede Wereldoorlog stort in 1944 een V2-raket op het huis en beschadigt het zozeer dat de nieuwe verdieping bij de restauratie in 1947 wordt weggelaten.
In het bos heeft Natuurmonumenten enkele amfibiepoelen aangelegd voor de bedreigde kamsalamander.

## Bijzondere bomen

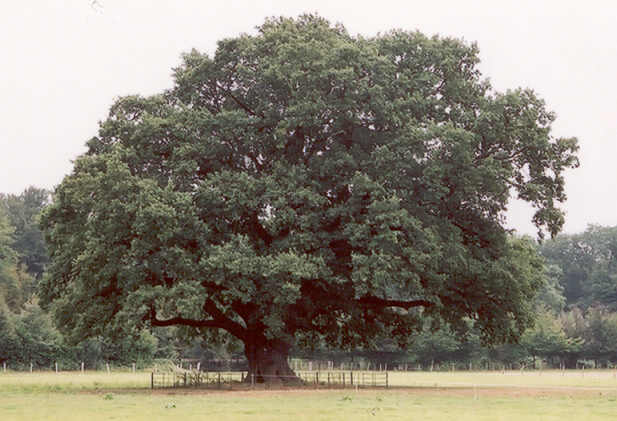
De 'jongste' eik

### Linde
Bij boerderij Stofbergen staat een eeuwenoude zevenstammige linde.

### Zomereiken
Op het weiland tussen het huis en de Leeuwenlaan staat een oude zomereik (Quercus Robur). Hij had in 2009 een stamomtrek van 660 cm en was toen 25 meter hoog. Hij is waarschijnlijk uit de tweede helft van de 18de eeuw. De eik ernaast is nog een eeuw ouder.

## Bijzonderheden
- Vooral de haarden van dit huis zijn bijzonder. Ze zijn gemaakt door een smid in Kortenhoef. De korf is heel ondiep, en het rookgat is een dunne sleuf over de gehele breedte van de opening. Met heel weinig hout geven deze haarden veel warmte af.
- Langs de laan naar het huis staan tulpenbomen.